# Stolzenbach (Lohmar)
Stolzenbach ist ein Weiler in Lohmar im Rhein-Sieg-Kreis in Nordrhein-Westfalen.

## Geographie
Stolzenbach liegt in der Mitte Lohmars. Umliegende Weiler und Ortschaften sind Wahlscheid, Kirchbach und Mackenbach im Norden, Dorpmühle im Nordosten, Jüchen, Hausdorp und Höfferhof im Osten, Hausen im Südosten, Röttgen und Kreuznaaf im Süden, Reelsiefen, Höngesberg und Hammerschbüchel im Südwesten sowie räumlich etwas entfernt Schöpcherhof im Westen.

## Gewässer
Der Stolzenbach, ein orographisch linker Nebenfluss der Agger, fließt durch Stolzenbach hindurch. Nördlich von Stolzenbach fließt der Atzenbach, ein orographisch linker Nebenfluss der Agger. Die Agger selbst fließt westlich von Stolzenbach entlang.

## Geschichte
Bis zur kommunalen Neugliederung im Großraum Bonn gehörte Stolzenbach zur amtsfreien Gemeinde Wahlscheid.

## Landschaft
Stolzenbach ist von Norden bis Südosten von Wald umgeben. Der Weg Richtung Jüchen im Osten ist von großen Wiesenflächen umgeben, auf denen Rehe gehalten werden. Die Wiesen und Waldflächen nach Nord-Nordost fallen steil ab zum Bachbett des Atzenbachs, der aus Richtung Nordost aus Dorpmühle kommt. Durch die B 484 getrennt liegen im Südwesten von Stolzenbach, in Peisel, Campingplätze an der Agger.

## Sehenswürdigkeiten
Das Hauptgebäude in Stolzenbach wird als Restaurant betrieben und ist von der B 484 gut zu erkennen. Der Stolzenbach wird gut sichtbar am Hauptgebäude Stolzenbachs entlanggeleitet in einem extra dafür gestalteten Bachbett.

## Infrastruktur
Im nahegelegenen Ort Wahlscheid im Norden von Stolzenbach ist beinahe alles für den täglichen Einkaufsbedarf zu finden.

## Verkehr

### Verkehrsanbindung
Stolzenbach liegt direkt an der B 484 kurz vor Wahlscheid.

### Bahnverkehr
Bis zu seiner Stilllegung war früher der Bahnhof in Wahlscheid der nächstgelegene. Heutzutage ist der Bahnhof Lohmar-Honrath bei Jexmühle der Bahnhof in nächster Nähe zu Stolzenbach.

### Busverkehr
- Linie 545: Lohmar – Wahlscheid – Neuhonrath
- Linie 557: Siegburg – Lohmar – Donrath – Stolzenbach – Wahlscheid – Overath[4]
- Das Anruf-Sammeltaxi ergänzt den ÖPNV.

Stolzenbach gehört zum Tarifgebiet des Verkehrsverbund Rhein-Sieg (VRS).

## Radwege
Entlang der B 484 führt ein Radweg von Lohmar über Donrath bis nach Overath. Von Stolzenbach als Ausgangspunkt kann man aber auch die Radwege an der Agger entlang benutzen. Die Stadt Lohmar hat diese bei Reelsiefen und Wahlscheid ausgebessert und verbreitert.